# Filderbahn 9 und 10 (Zweitbesetzung)
Die Dampflokomotiven 9II und 10II der Filderbahn-Gesellschaft (FBG) waren mit einem Serpollet-Kessel ausgerüstete Maschinen für den Nebenbahnbetrieb. Die beiden Kastenlokomotiven wurden von der Maschinenfabrik Esslingen mit den Fabriknummern 2968 und 2969 ausgeliefert. 1902 wurden sie von der Westdeutschen Eisenbahn-Gesellschaft (WeEG) übernommen. 1908 kamen sie unter der Bezeichnung WeEG 5–6 zur Härtsfeldbahn, wo sie bis 1913 im Einsatz waren. Die Lokomotiven wurden danach ausgemustert und verschrottet.

## Geschichte

### Einsatz auf den Fildern
Nachdem sich der Verkehr auf den meterspurigen Adhäsionsstrecken der FBG, Degerloch–Möhringen, Möhringen–Vaihingen und Möhringen–Neuhausen, sehr gut entwickelte, wurden neben anderen Fahrzeugen diese beiden Lokomotiven 9II und 10II beschafft.
Die in der damaligen Zeit als Trakteure bezeichneten Fahrzeuge sollen sich im Betrieb nicht gut bewährt haben. Die Strecken auf der Filderhochebene wurden 1901 elektrifiziert und teilweise auf Normalspur umgespurt. Als Ersatz für mehrere stärkere abgegebene Lokomotiven wurden sie 1902 von der Westdeutschen Eisenbahn-Gesellschaft übernommen, jedoch nicht eingesetzt. Wo sie zuvor bei der WeEG im Einsatz waren, lässt sich nicht sicher feststellen.

### Einsatz auf der Härtsfeldbahn
Auf der Härtsfeldbahn wurden sie gegen eine der vier dort vorhandenen Mallet-Lokomotiven der Baureihe Hohenzollern Typ mm eingetauscht, erhielten die Nr. 5 und 6 und wurden im Personenzugdienst verwendet.
Am 26. Juli 1908 hatte die Nummer 5 einen Unfall, der außer Blechschäden ohne ernsthafte Folgen blieb. Die Lokomotive entgleiste durch einen auf dem Gleis liegenden Gegenstand und rollte den Abhang hinunter, wobei sie auf dem Führerhausdach zum Liegen kam. Das Lokomotivpersonal kam mit dem Schrecken davon und auch unter den Reisenden gab es keine ernsthaften Verletzten. Die Lokomotive wurde daraufhin in der Werkstatt Neresheim wieder aufgearbeitet.
Die beiden Trakteure wurden daraufhin nur noch im leichten Dienst außerhalb der Hauptverkehrszeit eingesetzt und versahen bis 1913 ihren Dienst. Als die Strecke 1910 zu den Württembergischen Nebenbahnen (WN) kam, behielten sie ihre Betriebsnummern. Danach wurden sie ausgemustert und verschrottet.

## Technik
Trotz ihrer Ausführung als Kastenlokomotive waren die beiden Maschinen keine Straßenbahnlokomotiven. Die Steuerung war nicht verkleidet und somit frei zugänglich. Der Lokomotivführer hatte seinen Arbeitsplatz an der einen Seite des stehend angeordneten Serpollet-Kessels und der Heizer auf der anderen Seite.
Der Serpollet-Kessel war ein Kessel ohne Dampfraum, der aus einem Röhrensystem in einem feuerfesten Raum bestand. Dieses Röhrensystem wurde mit direkter Feuerung auf Glühhitze gebracht und durch Wassereinspritzen hochüberhitzter Dampf erzeugt.
1905 bzw. 1907 wurden die Serpollet-Kessel durch Stehkessel der Bauart Kittel ersetzt. Nach dem Umbau sollen die Lokomotiven die Nummern 11 und 12 bekommen haben.
Als Bremsausrüstung ist lediglich die mechanische Bremse bekannt.